# ドトール・日レスホールディングス
株式会社ドトール・日レスホールディングス（ドトールにちレスホールディングス、英: DOUTOR NICHIRES Holdings Co., Ltd.、略称：DNHD）は、外食産業のドトールコーヒーや日本レストランシステムなどを傘下にもつ日本の持株会社。

## 概要
外食産業の競争が厳しくなる中、ドトールコーヒーショップやエクセルシオールカフェなどを展開する株式会社ドトールコーヒーと、洋麺屋五右衛門などを展開する日本レストランシステム株式会社（NRS）が、2007年4月26日に経営統合することで基本合意。2007年5月22日に、株式移転による共同持株会社の設立をすることで両社は最終合意。2007年6月28日開催の両社の株主総会における承認を経て、2007年10月1日に持株会社・株式会社ドトール・日レスホールディングスが設立された。
設立時は、会長に大林豁史（日本レストランシステム会長）、社長（CEO）に鳥羽豊（ドトールコーヒー社長）が就任したが、2008年5月29日から会長に山内実（日本レストランシステム社長）、社長に星野正則（ドトールコーヒー副社長）が就任した。

## 主な傘下ブランド

### ドトールコーヒー傘下
- ドトールコーヒーショップ
- エクセルシオール カフェ
- カフェ マウカメドウズ
- スパゲッティー&ピザ オリーブの木
- コーヒーの店 コロラド
- ル・カフェ・ドトール・ギンザ

### 日本レストランシステム傘下
- 洋麺屋五右衛門
- 先斗入ル
- たらこと私
- 星乃珈琲店
- THE DARJEELING
- MOZART
- 上辻園
- カフェブーケ
- カフェミラノ
- OSLO COFFEE
- CO-NIWA COFFEE
- La Maison F
- 卵と私
- Salon Oeuf et Moi
- サロン卵と私
- 浅草軒
- 浅草食堂
- 神戸れんが亭
- にんにく屋五右衛門
- タルタルハンバーグ 牛忠
- しゃぶり庵
- ITALIAN BAR POLLO PORRO
- チーズとWINE
- 天馬
- 天馬咖喱
- 天馬屋
- 銀座咖喱堂
- 安心・安全・健康 さんるーむ
- ハンバーグ＆ステーキ俵屋
- 鶏五味
- 黒毛和牛 腰塚
- 牛たん焼き 仙台辺見
- うなぎ大黒屋
- 蕎麦いまゐ
- 地鶏や
- クラフトビールW＆W

## 子会社等関係会社

### 直接出資の連結子会社
- 株式会社ドトールコーヒー - コーヒーの焙煎加工と販売の会社
- 日本レストランシステム株式会社 - 多業態のレストランチェーンの経営
- D&Nコンフェクショナリー株式会社 - 2008年8月22日設立の洋菓子製造・卸売の会社
- D&Nインターナショナル株式会社
- 株式会社プレミアムコーヒー&ティー
- 株式会社サンメリー

### 子会社出資の国内関係会社
- 連結子会社（9社）
  - 株式会社マグナ - 卸売事業
  - D&Nレストランサービス株式会社（旧日本レストランサービス株式会社） - デザイン・メンテナンス事業
  - 日本レストランデリバリー株式会社 - 物流会社
  - エフアンドエフシステム株式会社 - 自然食品販売店、自然食品の店Ｆ＆Ｆの運営。
  - 日本レストランフーズ株式会社 - 食肉類の仕入・加工会社
  - 日本レストランベジ株式会社 - 青果物の仕入会社
  - 日本レストランプロダクツ株式会社 - ソースなどの製造会社
  - 日本レストランハムソー株式会社 - ハム・ソーセージの製造会社。60%出資。
  - 株式会社Les Deux
- 持分法適用会社（1社）
  - T&Nアグリ株式会社
- 非連結子会社（4社）
  - 株式会社ドトールコーヒーハワイ
  - 株式会社バリューネクスト
  - 株式会社絶品豆腐
  - T&Nネットサービス株式会社 - インターネット通信販売事業会社。2008年1月設立、50%出資。グループ会社の各公式サイト制作・運用や「安心堂 食のSELECTネットショップ」「洋麵屋五右衛門ストア」などインターネット通販サイトを運営。

## 労働問題

### 賃金未払い
2010年4月7日、主要子会社の日本レストランシステムが運営するパスタ店「洋麺屋五右衛門」でアルバイトをしていた男性が、「変形労働時間制」を悪用されたとして提訴していた問題で、東京地方裁判所は、男性の訴えを認め、12万3480円の残業代などの支払いを命じた。

## 関連文献
- 大林豁史 (2018年5月21日). “ドトール統合、星乃珈琲店立ち上げ、日レス大林会長が描くブランド革新”. DIAMOND online. 2018年5月21日閲覧。